# F2102V
FOMA F2102V（フォーマ・エフ に いち ぜろ に ブイ）は、富士通によって開発された、NTTドコモの第三世代携帯電話「FOMA」端末である。

## 概要
2003年7月に発売された当端末は、富士通が製造する携帯電話としては初めてテレビ電話に対応した。背面にCCDカメラ（33万画素）、ディスプレイ上にもCCDカメラ（11万画素）を搭載しており、双方に白色LEDのフラッシュライトが取り付けられている。
カメラ付きFOMA端末で撮影した動画データをメール添付で送信できるサービス「iモーションメール」に対応している。
背面部にはレインボーカラーのバックライトを搭載したサブディスプレイがあり、設定によって様々な色を点灯させることが可能。
カメラ機能では、最大VGAサイズの静止画が撮影可能で、撮影画像をアドレス帳に登録する機能も用意されている。動画撮影機能に於いては最大3倍デジタルズーム、最大90秒までの動画機能を備えている。 

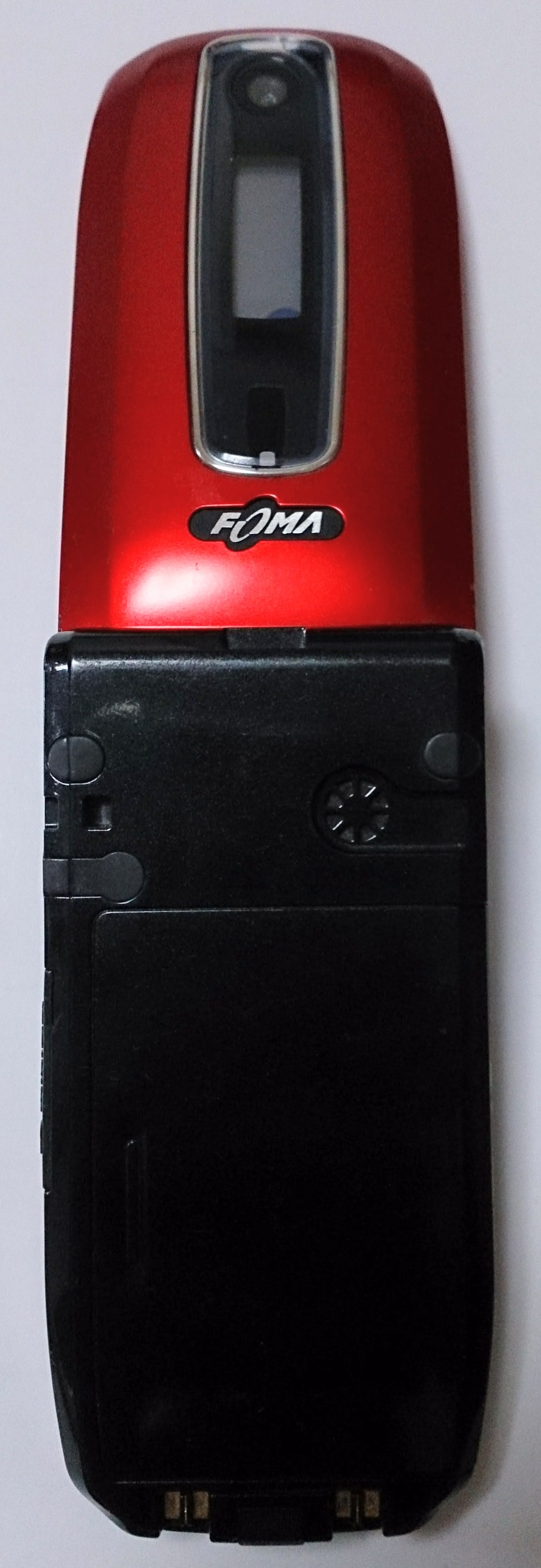
下部の端子（6ヶ所）が通信用

## クレードル
本体セットに同梱されるクレードル（卓上ホルダ）には、FOMA端末では唯一の通信機能が備わったものとなっている。（F-0xBシリーズ以後採用の卓上ホルダでは充電機能のみ）
電源端子のほかにUSBポート（USB Bコネクタ）が備わっており、パソコンとの連携が可能なクレードルとしての機能も有している。このため、充電しながら携帯電話のデータをパソコンと同期したり、バックアップ機能「スケジューラシンクロ機能」が利用できる。
このほかにクライアント認証サービス「FirstPass」にも対応している。

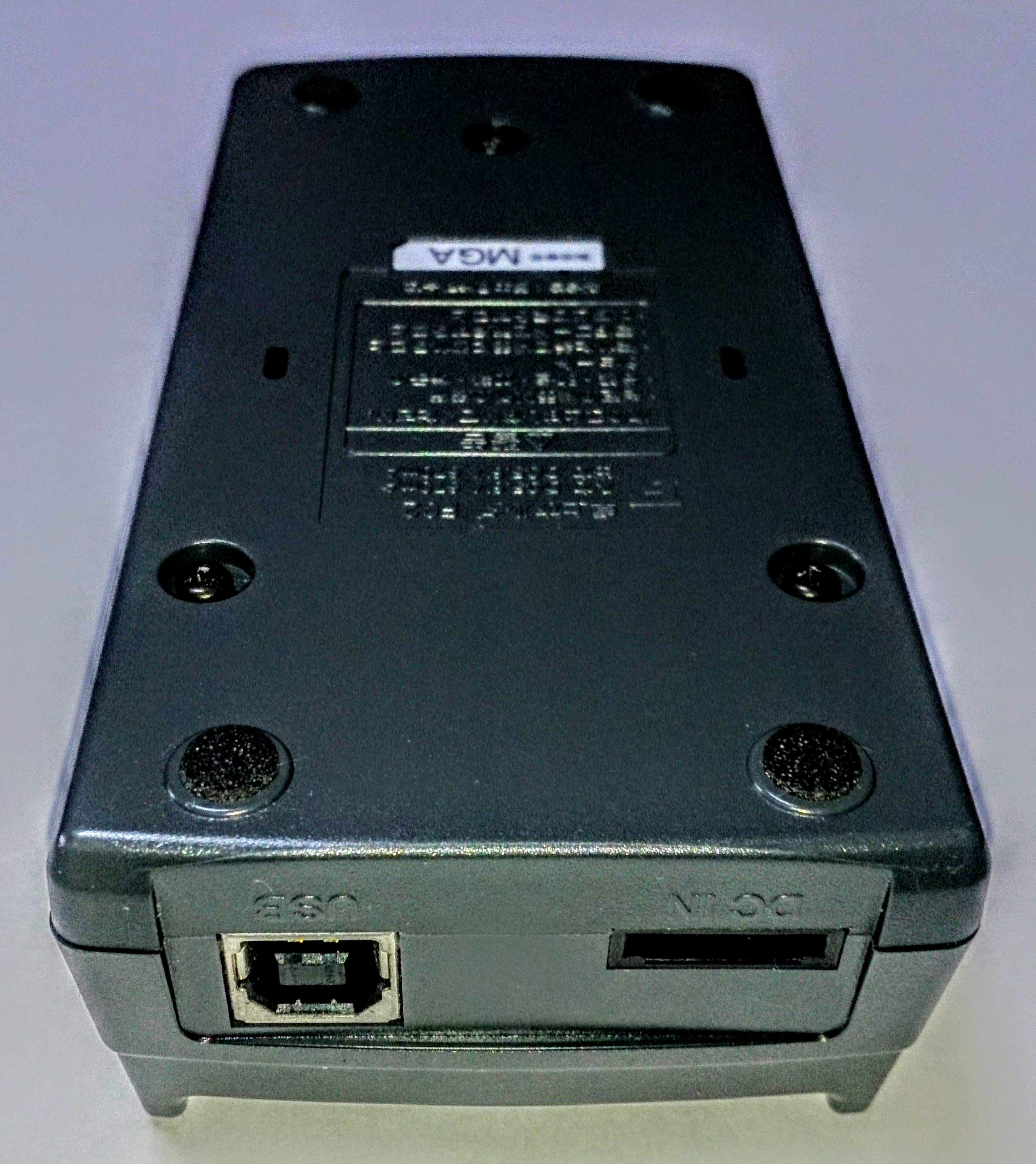
左側がUSBポート

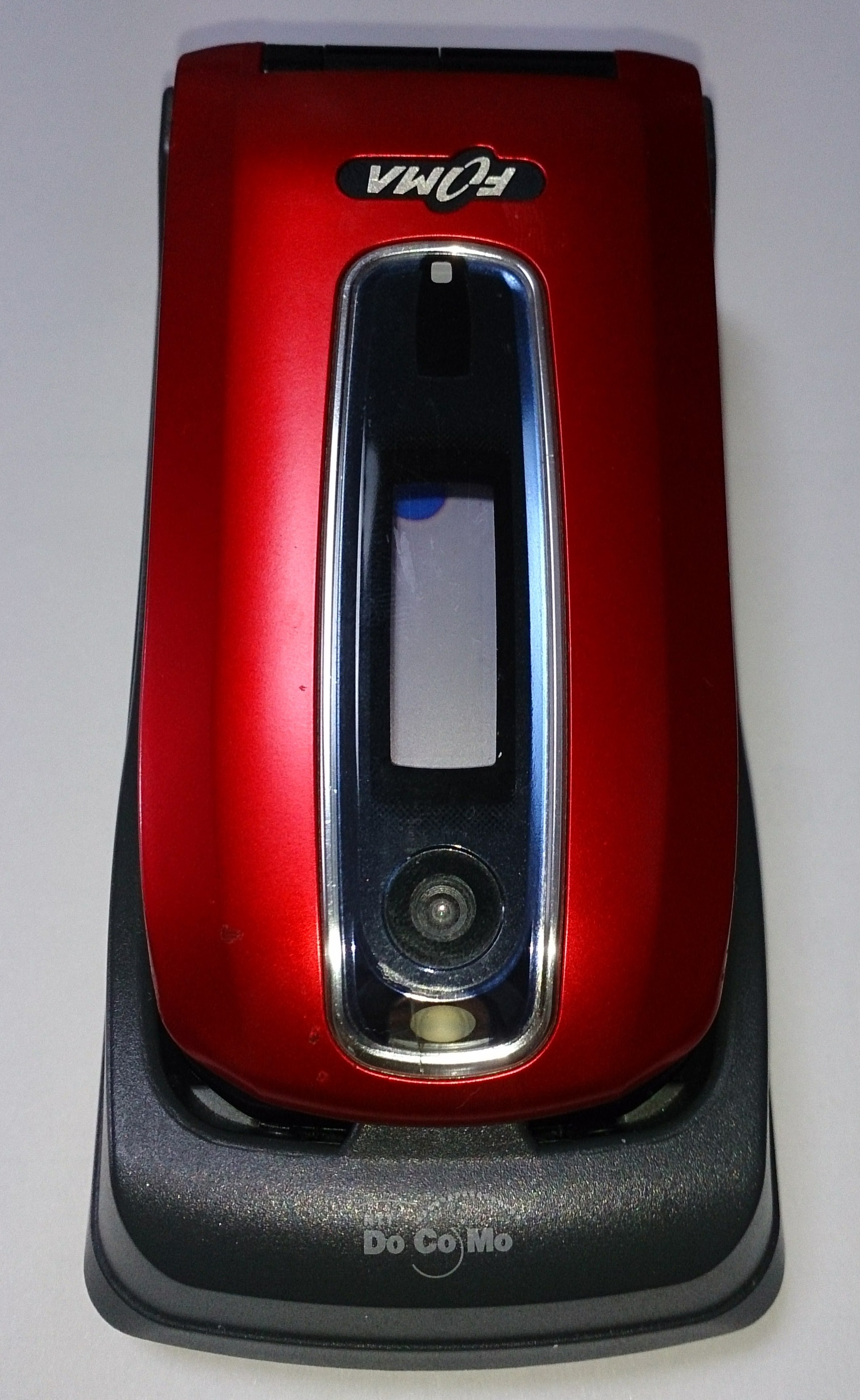
クレードルに乗せた様子

## オプション
- 電池パック
  - F03（AAF29033）税込2,625円
- 卓上ホルダ
  - F02（AAF39050）税込945円
- リアカバー
  - F02
    - レッド（AAF59081）税込525円
    - シルバー（AAF59065）税込525円
    - ブラック（AAF59078）税込525円

## 内蔵 iアプリ
- POKER F
- 3Dリバーシ
- フリーセル
- スーパー3D待ち受けbox

## 内蔵メロディ
- 銀河鉄道999
- LA・LA・LA LOVE SONG
- SAMBA DE JANEIRO
- Beauty And The Beast
- ALSO SPRACH ZARATHUSTRA
- G線上のアリア
- アベマリア
- トッカータとフーガ ニ短調
- アメージング グレース
- さくら
- ニュルンベルクのマイスタージンガー
- THE ENTERTAINER

## 内蔵効果音
- にわとり
- ビール
- はと時計
- 鼓
- ハープ
- 黒電話
- 警報
- エネルギー充填
- チャイム
- 鐘の音
- 柱時計
- ベルト着用音
- 電話だよ
- メール着信英語男性
- メール着信英語女性
- 殿メールでござるぅ
- メールでございます
- アテンションプリーズ
- もうすぐ予定の時間です
- 時間になりました
- LIVE

## 歴史
- 2003年7月3日 - 発売開始。
- 2010年3月31日 - 電池パックの提供終了